# فرودگاه لیک هاواسو سیتی
فرودگاه لیک هاواسو سیتی (به انگلیسی: Lake Havasu City Airport) یک فرودگاه همگانی بهره‌برداری هوایی با کد یاتا HII است که یک باند فرود آسفالت دارد و طول باند آن ۲۴۳۹ متر است. این فرودگاه در کشور ایالات متحده آمریکا قرار دارد و در ارتفاع ۲۳۹ متری از سطح دریا واقع شده است.